# Raionul Ciuhuiv, Harkov
Ciuhuiv (în ucraineană Чугуївський район, transliterat: Ciuhuiivskîi raion) este un raion în regiunea Harkiv, Ucraina. Are reședința la Ciuhuiv.
Are o suprafață de 4.807 km². Populația este de 202.200 locuitori, determinată în 2020.